# Robert Tyszkiewicz

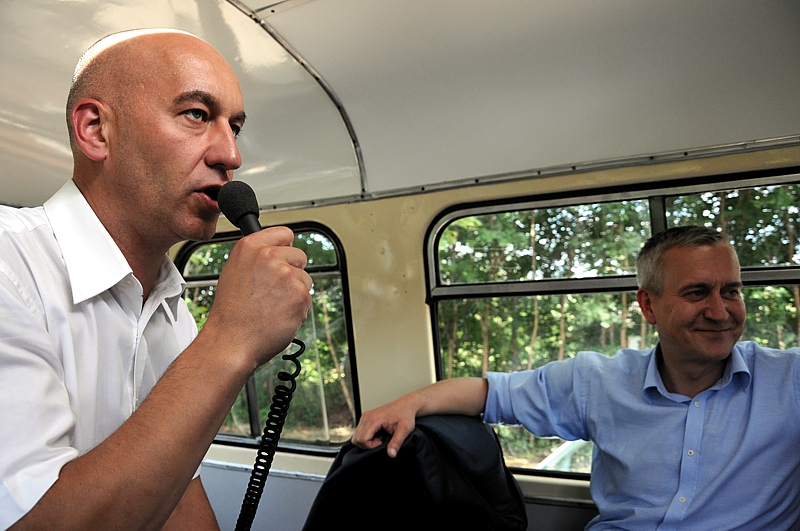
Tadeusz Arłukowicz i Robert Tyszkiewicz

Robert Tyszkiewicz (ur. 7 czerwca 1963 w Białymstoku) – polski polityk, wydawca, przedsiębiorca, działacz społeczny, poseł na Sejm V, VI, VII, VIII i IX kadencji, przewodniczący Komisji Spraw Zagranicznych w Sejmie VII kadencji.

## Życiorys
Uczył się w II Liceum Ogólnokształcącym w Białymstoku, w którym w latach 1980–1981 zorganizował Samorządne Zrzeszenie Uczniowskie. W 1981 został usunięty ze szkoły za zorganizowanie jednodniowego strajku szkolnego. Maturę zdał wieczorowo w 1983, pracując jako sanitariusz w pogotowiu ratunkowym.
Studiował następnie filologię polską w filii Uniwersytetu Warszawskiego w Białymstoku (nie ukończył studiów, absolutorium uzyskał w 1989). W trakcie studiów kontynuował działalność opozycyjną. W latach 1982–1985 współorganizował i kierował Młodzieżowym Komitetem Obrony Społecznej. Współtworzył Koła Oświaty Niezależnej działające w białostockich szkołach. Od 1983 był współpracownikiem Tymczasowej Komisji Regionalnej „Solidarności”. Był wydawcą i redaktorem podziemnego czasopisma „Nasz Głos”, kolportował inne wydawnictwa podziemne. Dwukrotnie był tymczasowo aresztowany (w 1983 i 1984), podejmował głodówki protestacyjne.
Na studiach brał udział w założeniu Ruchu Solidarności Młodych (1986). Zainicjował wydawanie pisma literackiego „Kartki”. Pod koniec lat 80. działał w strukturach jawnej i następnie legalnej „Solidarności”. Od 1988 do 1989 był rzecznikiem prasowym Regionalnej Komisji Wykonawczej w Białymstoku, w latach 1989–1990 był delegatem na Walny Zjazd Delegatów Regionu Białystok, zasiadał w Prezydium Zarządu Regionu, a w 1990 był delegatem na II Krajowy Zjazd Delegatów. Od 1989 wchodził w skład regionalnego Komitetu Obywatelskiego. Od 1990 do 1992 był zastępcą redaktora naczelnego „Tygodnika Białostockiego” oraz redaktorem naczelnym pisma „Puls”. W 1992 założył prywatne ogólnopolskie wydawnictwo „Publikator”, którym kierował do 2007.
W 2001 podjął działalność w Platformie Obywatelskiej. Współtworzył struktury PO w województwie podlaskim, w latach 2003–2006 był przewodniczącym zarządu miejskiego PO w Białymstoku. W 2005 został wybrany na posła V kadencji z listy Platformy Obywatelskiej. W Sejmie zainicjował uchwałę dotyczącą zaniepokojenia łamaniem praw obywatelskich na Białorusi. W 2006 został przewodniczącym podlaskich struktur partii, funkcję tę pełnił do 2010, kiedy to zastąpił go Damian Raczkowski.
W wyborach parlamentarnych w 2007 po raz drugi uzyskał mandat poselski, otrzymując w okręgu podlaskim 30 971 głosów. W VI kadencji został wiceprzewodniczącym Komisji Spraw Zagranicznych oraz przewodniczącym Zespołu Parlamentarnego do spraw Białorusi. Zaangażowany w działania na rzecz Polaków na Białorusi oraz wsparcia tamtejszej opozycji. Organizował wizyty białoruskich działaczy opozycyjnych w Polsce. Białoruskie służby graniczne kilkakrotnie odmawiały mu wjazdu na terytorium Białorusi.
W wyborach w 2011 z powodzeniem ubiegał się o reelekcję, dostał 10 465 głosów. W Sejmie kolejnej kadencji ponownie objął funkcję wiceprzewodniczącego, a następnie przewodniczącego Komisji Spraw Zagranicznych, został też członkiem Komisji Kultury i Środków Przekazu. W 2013 ponownie wybrany na przewodniczącego podlaskiej PO, wchodząc w skład zarządu krajowego partii. Na czele regionalnej PO stał do 2021.
W 2014 tygodnik „Polityka” na podstawie rankingu przeprowadzonego wśród polskich dziennikarzy parlamentarnych wymienił go wśród 10 najlepszych posłów w tym roku, podkreślając aktywność w sprawach zagranicznych, zwłaszcza tematyce wschodniej. W lutym 2015, decyzją zarządu Platformy Obywatelskiej, został wybrany na szefa kampanii wyborczej ubiegającego się o reelekcję prezydenta Bronisława Komorowskiego. W październiku tego samego roku został ponownie wybrany do Sejmu, otrzymał wówczas 19 453 głosy, powrócił na funkcję wiceprzewodniczącego Komisji Spraw Zagranicznych.
W wyborach w 2019 z powodzeniem ubiegał się o poselską reelekcję z ramienia Koalicji Obywatelskiej, otrzymując 17 185 głosów. W 2023 nie został wybrany do Sejmu kolejnej kadencji. Po wyborach został doradcą marszałek Senatu Małgorzaty Kidawy-Błońskiej ds. Polonii.  Został członkiem rady Fundacji „Pomoc Polakom na Wschodzie” im. Jana Olszewskiego.

## Odznaczenia
- Medal „Za owocną pracę na rzecz Białorusi” – Zjednoczony Gabinet Przejściowy Białorusi, 2025[18]